# Dicaelus ambiguus
Dicaelus ambiguus är en skalbaggsart som beskrevs av Laferte. Dicaelus ambiguus ingår i släktet Dicaelus och familjen jordlöpare. Inga underarter finns listade i Catalogue of Life.